# サマルカンド市電

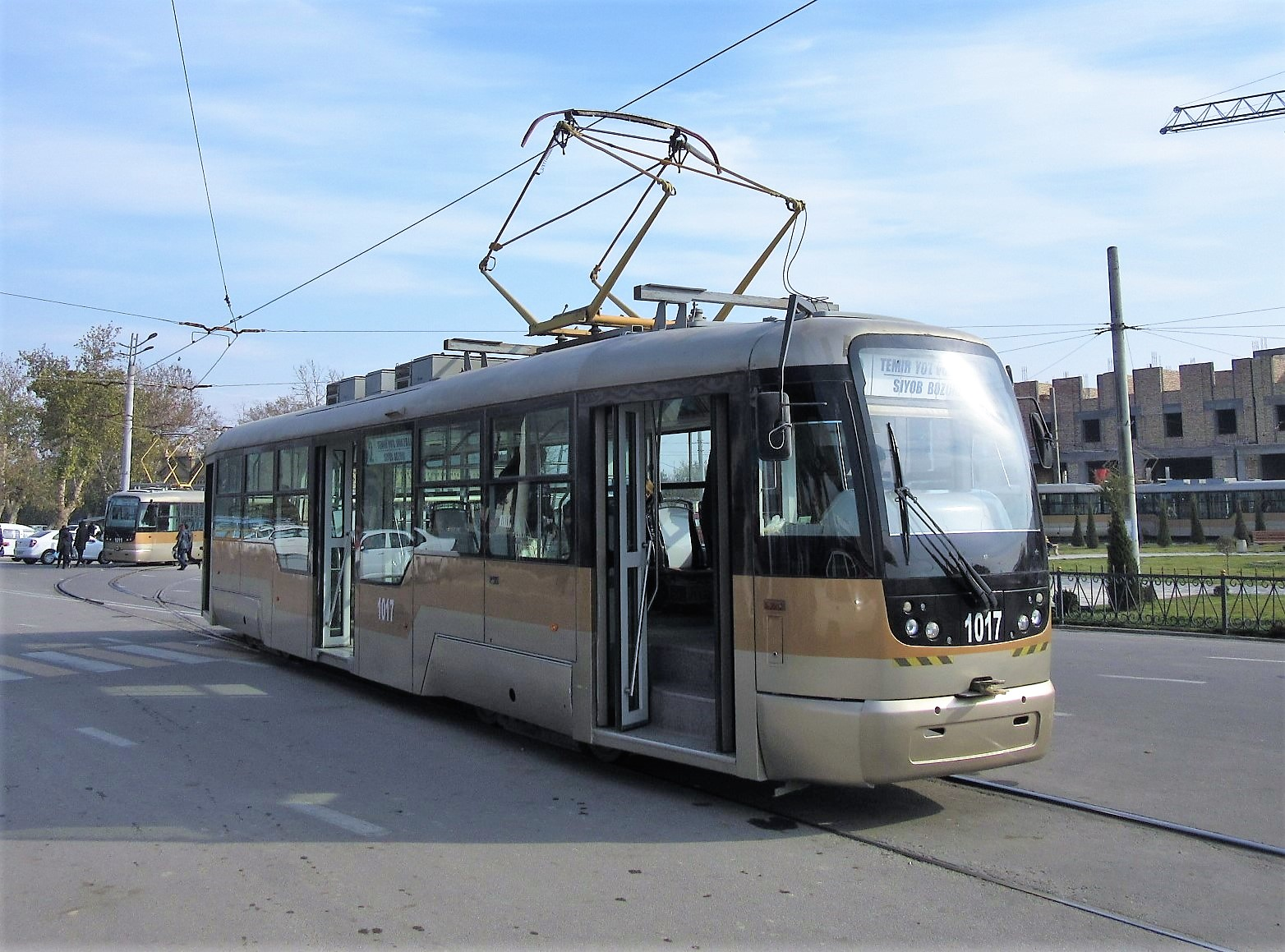
サマルカンド鉄道駅前に停車中のVario LF

サマルカンド市電路線図

サマルカンド市電は、ウズベキスタンのサマルカンドを走る路面電車である。現在は、2路線で運行されている。

## 概要
サマルカンドでは、過去に路面電車が1947年から1973年の間、運行されていた。その後路面電車が走らない期間が長く続いていたが、2017年4月15日に現在の1号線6.4kmが開業。2018年3月にはシヨブ・バザールまでの2号線5.1kmが開業した。軌間は1524mm（広軌）。
サマルカンド鉄道駅近辺の約100mのみ1号線と2号線が共有しており、分岐点でのポイント切り替えは乗務員により手動（車両から降りて、棒や足での切り替え）で行われている。
車両は、タシュケントで2016年まで使われていたVario LFが使われている。運転台は片側だけで、終点ではループ線によって折り返す。
運賃は1200スムである。（2018年11月現在）